# Anglonormani
Anglonormani su bili vladajuća klasa u srednjovjekovnoj Engleskoj. Bila je kombinacija etničkih Anglosasa, Normana i Francuza, a nakon normanskog osvajanja. Mali broj Normana nešto prije je prijateljevao s budućiim anglosaskim kraljem Engleske Eduardom III. Ispovjednikom, tijekom njegova izgona u Normandiju, domovinu njegove matere. Kad se vratio u Englesku neki od njih su pošli s njim a tako i Normani koji su se naselili u Engleskoj prije osvajanja. Poslije Eduardove smrti, moćni anglosaski plemić Harold II., sin Godwina stupio je na englesko prijestolje na kojem je bio sve dok ga nije porazio vojvoda Normandije Vilim u bitci kod Hastingsa.

## Daljnja literatura
- Crouch, David. The Normans: The History of a Dynasty. Hambledon & London, 2002.
- Loyd, Lewis C. The Origins of Some Anglo-Norman Families. (Harleian Society Publications, vol. 103) The Society, 1951 (Genealogical Publishing Co., 1980).
- Regesta Regum Anglo Normannorum, 1066–1154. (Henry William Davis & Robert J. Shotwell, eds) 4v. Clarendon Press, 1913 (AMS Press, 1987).
- Douglas, David C., The Normans, Folio Society, London, 2002.
- Villegas-Aristizabal, Lucas, "Anglo-Norman Involvement in the Conquest and Settlement of Tortosa, 1148–1180", Crusades vol. 8, 2009, pp. 63–129.

## Vanjske poveznice
- Index of Tenants-in-Chief and the Families Holding of Them in England, The Origins of Some Anglo-Norman Families, Lewis Christopher Loyd, Charles Travis Clay, David Charles Douglas, The Harleian Society, Leeds, 1951